# Vettisfossen
Vettisfossen  er Norge og Nordeuropas højeste uregulerede vandfald. Vandfaldet ligger i Årdal kommune i den sydvestlige del af  Jotunheimen. Vettisfossen har et frit fald på 273 meter ned fra Vettismorki. Vandfaldet er en del af vandvejen Morka-Koldedøla, som har sit udspring i Morka-Koldedalen og flyder ned i Utladalen og ud i floden Utla. I Norge er det kun Mardalsfossen, Ringedalsfossen og Skykkjefossen som har et større frit fald, men de har reduceret vandføring pga. vandkraftanlæg. Vettisfossen blev fredet allerede i 1924. Vandfaldet er et yndet turistmål. Cirka 1,5 times gange fra gården Hjelle, nærmere teltstedet Øvre Årdal.